# Kalideres (Kaliwedi)
Kalideres is een bestuurslaag in het regentschap Cirebon van de provincie West-Java, Indonesië. Kalideres telt 3148 inwoners (volkstelling 2010).